# Keystone Pipeline

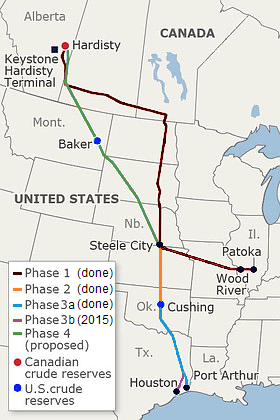
Karta över projektet och potentiellt hur det kommer att se ut om allt blir slutfört. Det är den gröna (XL) och lila linjen som återstår.

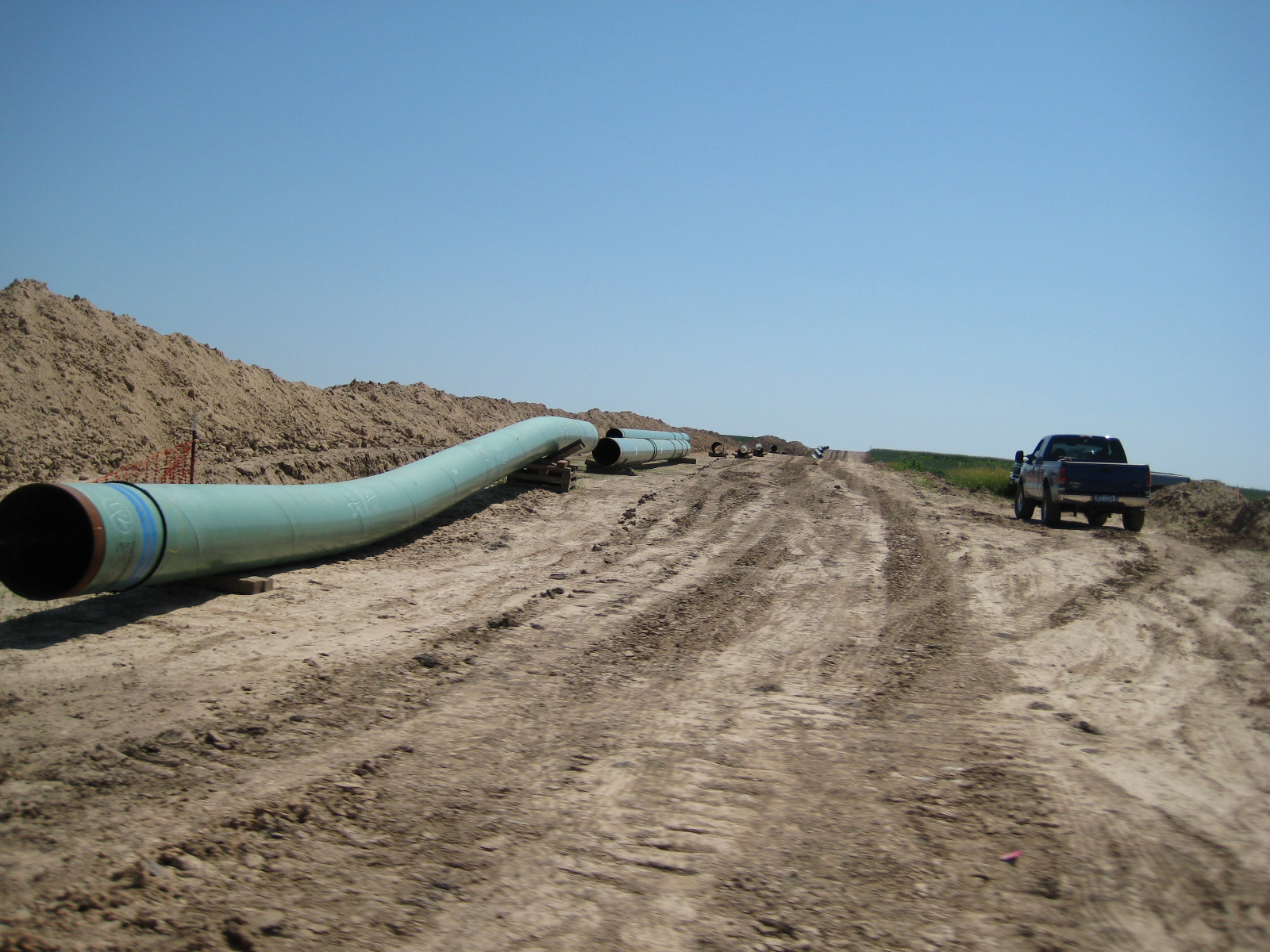
Rör tillhörande Keystones första fas. Swanton i Nebraska, 2009.

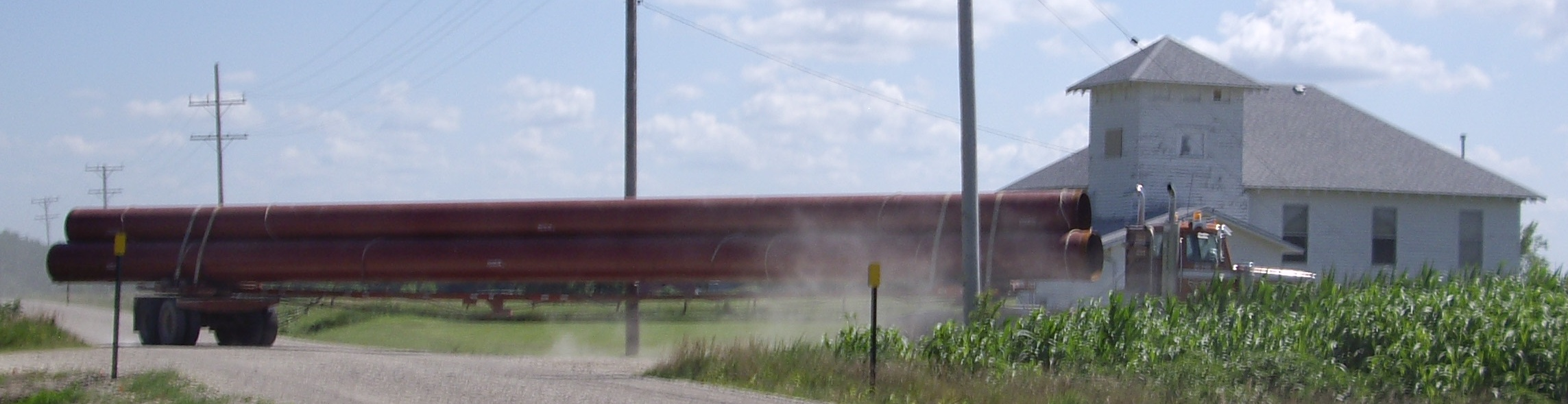
Lastbil med rör tillhörande Keystones andra fas. Peabody i Kansas, 2010.

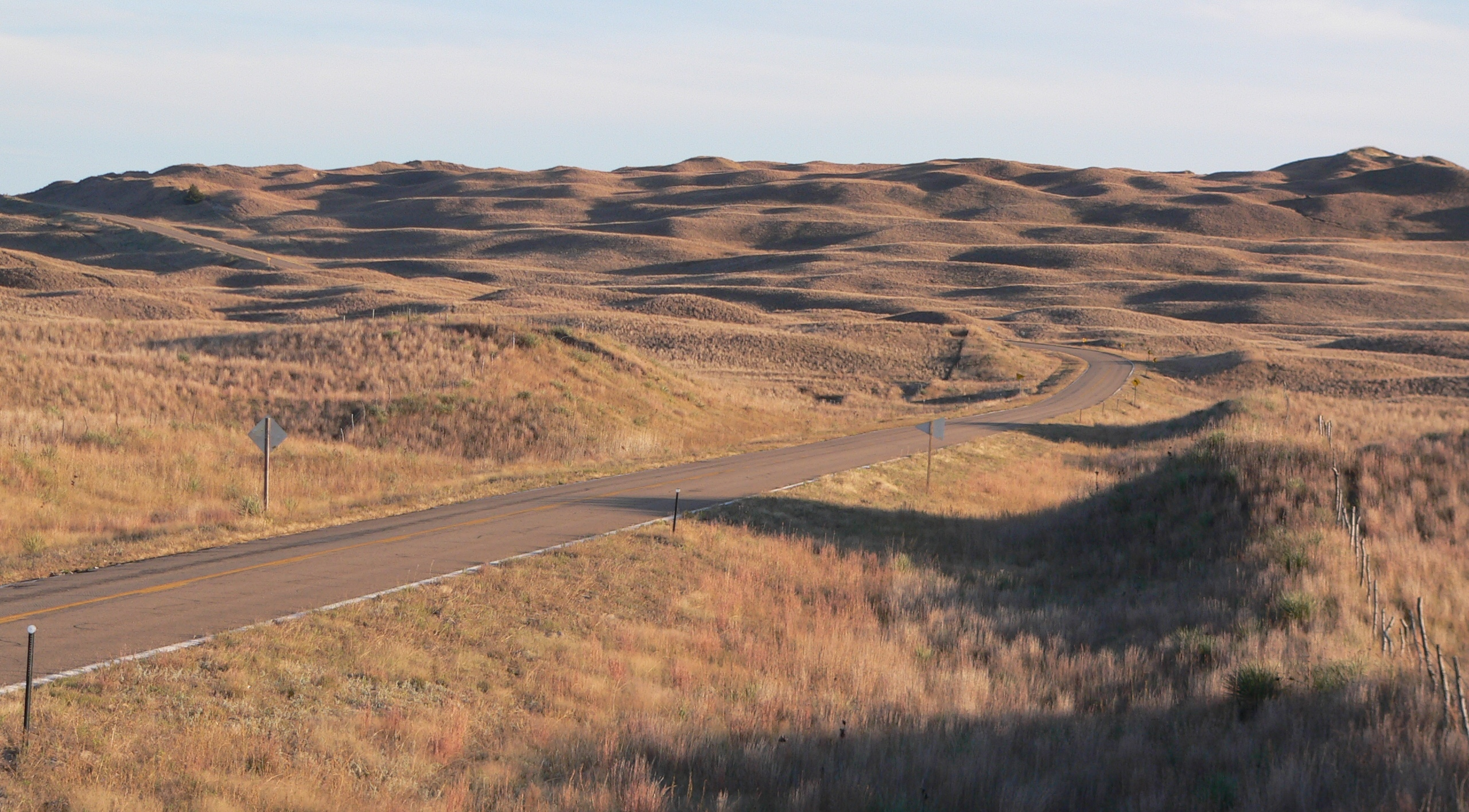
En del av Sandhills i Nebraska.

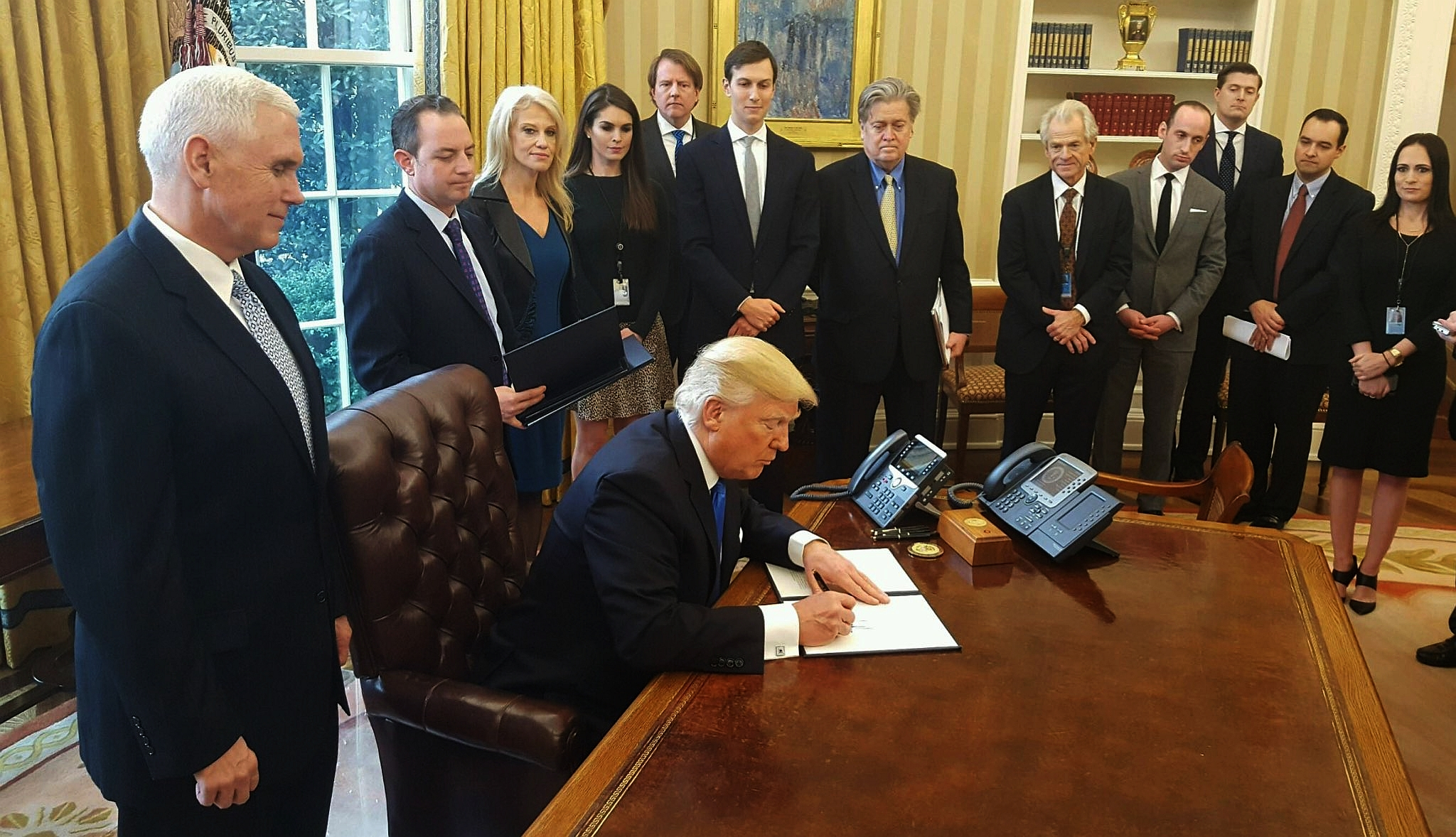
USA:s 45:e president Donald Trump signerar exekutiv order om att inleda återupptagningen av Keystone XL.

Keystone Pipeline system är ett nordamerikanskt pipelinesystem som ägs av det kanadensiska energiföretaget TC Energy (tidigare Transcanada). Det går igenom både Kanada och USA i syfte att transportera petroleum och naturgas mellan oljedepån i Hardisty i Alberta och oljeraffinaderierna i Patoka och oljedepån i Roxana i Illinois respektive oljeraffinaderierna i Port Arthur och oljedepån i Houston, förväntas i drift under första halvan av 2017, i Texas.
En utökning av Keystone med namnet Keystone XL var förslagen men den drogs med kontroverser, osäkerhet rörande natur och miljö i Nebraska och nationell politisk maktspel och som till sist blev stoppad av USA:s 44:e president Barack Obama i november 2015. Den 24 januari 2017 signerade USA:s 45:e president Donald Trump en exekutiv order om att inleda återupptagningen av Keystone XL. Den 9 juni 2021 övergav TC Energy planerna på att bygga Keystone XL.

## Historik
Det hela började i februari 2005 när TC Energy lade fram ett förslag om att transportera initialt 400 000 fat tung petroleum dagligen mellan Alberta och Illinois via en 3 456 kilometer lång pipeline. Den 21 september 2007 gav den kanadensiska myndigheten National Energy Board klartecken till TC Energy att börja dra pipelinen på kanadensisk mark och i mars 2008 sa USA:s utrikesdepartement ja till projektet och därmed godkände att pipelinen fick korsa den amerikanska och kanadensiska gränsen.
Projektet stod klart i juni 2010 och man inledde samtidigt en andra fas, där en 468 kilometer lång pipeline skulle byggas från pipelinesystemets knutpunkt i Steele City i Nebraska och till Cushing i Oklahoma. Den fasen blev klar i februari 2011 och kapaciteten utökades till 530 000 fat per dag.
En tredje del började byggas sommaren 2012 och skulle dras mellan Cushing och Nederland i Texas, en sträcka på 784 kilometer, för att förse oljeraffinaderierna i Port Arthur med petroleum och naturgas. Den nya delen skulle utöka kapaciteten till upp till 700 000 fat dagligen. En fjärde och just nu sista fas påbörjades 2013, där en 76 kilometer lång pipeline skulle dras från Nederland till oljedepån i Houston i Texas, förväntas i drift under första halvan av 2017. Idag går pipelinen genom Alberta, Saskatchewan och Manitoba i Kanada och North Dakota, South Dakota, Nebraska, Kansas, Missouri, Illinois, Oklahoma och Texas i USA.

### Keystone XL
TC Energy ville dock redan i september 2008 att utöka Keystone och där en pipeline med namn Keystone XL skulle dras igenom Alberta och Saskatchewan i Kanada och Montana, South Dakota och Nebraska i USA, för att ansluta sig till den framtida pipelineknutpunkten i Steele City. Utökningen skulle kunna göra det möjligt att hela Keystonepipelinen skulle kunna transportera uppemot 830 000 fat per dag. 
Ett år senare fick de klartecken från de kanadensiska myndigheterna men i juli 2010 meddelade den amerikanska miljöskyddsmyndigheten Environmental Protection Agency (EPA) att projektets miljöskyddsanalys var ej tillräcklig och TC Energy uppmanades att lämna in en reviderad sådan som berör hur man agerar vid oljeutsläpp samt frågor om växthusgaser och samhällssäkerhet. Den 26 augusti 2011 släppte USA:s utrikesdepartement en rapport där det framkom att det inte fanns några större faror utmed sträckningen om TC Energy följde det som redan fanns fastslaget. I november meddelade departementet dock att beslutet om ett godkännande skulle skjutas på framtiden, i ett försök att få in tillräckligt med information om alternativa sträckor där pipelinen undviker den så miljökänsliga naturområdet Sandhills i Nebraska.
TC Energy gick med på att undvika Sandhills och kom med 14 förslag hur pipelinen kunde dras, sex sträckor igenom Nebraska och där en helt skulle undvika det nämna området samt även Ogallala Aquifer som är en av världens största akvifer och sex andra förslag som skulle resultera att pipelinen kunde reduceras i längd från det ursprungliga dragningen av den. Den 22 november fick Nebraskas delstatsregering igenom propositioner som godkände att ursprungsplanen hade ändrats. Den 30 november gick ett antal republikanska senatorer ihop och la fram en motion om att tvinga Barack Obama och hans kabinett att ta ställning till frågan inom 60 dagar, som USA:s kongress röstade igenom. I januari 2012 svarade Obama med att avslå ansökan på grund av att tidsgränsen som USA:s kongress röstade igenom, förhindrade en fullständig bedömning på pipelinens påverkan på bland annat miljön. Den 5 september kom TC Energy återigen och lämnade in en miljörapport om den nya sträckningen av Keystone XL där de hävdade att den skulle minimera påverkan av natur och miljö.
I mars 2013 kom USA:s utrikesdepartements ena underavdelning Bureau of Oceans and International Environmental and Scientific Affairs (OES) med en rapport om att företagets miljörapport var tillräcklig och skulle inte leda till allvarliga påverkan på Nebraskas miljö och natur utmed den nya sträckan. Den 21 mars rapporterades det att anställda vid Environment Resources Management, en konsultfirma som har varit med och gett expertutlåtande till rapporten som OES hade släppt, hade tidigare arbetat med just TC Energy och andra företag som är kopplade till Keystone-projektet. Både TC Energy och USA:s utrikesdepartement avfärdade att det skulle ligga jäv i det hela. I april ansåg EPA att OES:s rapport som otillräcklig för att kunna dra sådana slutsatser. I maj la republikanerna i USA:s representanthus fram en motion som innebar att Keystone XL inte behövde godkännas av presidenten på grund av att den skapade jobb och gör att USA bli än mer energioberoende. Vita Huset varnade dock att skulle kongressen rösta för motionen då skulle Obama lägga ett omedelbart veto mot den, eftersom den skulle underminera presidentens beslutanderätt. Den 9 januari 2015 röstade USA:s representanthus för pipelinen med röstsiffrorna 266-153 och samma dag slog Nebraskas högsta domstol fast att Keystone XL ska byggas efter att Nebraskas guvernör Dave Heineman godkände den. Den 29 januari röstade USA:s senat för med 62-36 i röstsiffror och den 11 februari gjorde USA:s representanthus detsamma, även där röstade man för pipelinen med röstsiffrorna 270-152. 
Den 24 februari svarade Obama med att lägga in ett veto och motiverade om att sånt här beslut ska tas av presidenten och dennes kabinett och inte av någon annan. USA:s senat misslyckades med att upphäva Obamas veto efter att 62-37 röstade för vetots giltighet. Den 6 november tog Obama det slutgiltiga beslutet om att Keystone XL skulle inte byggas eftersom den inte tjänar de nationella intressena i landet.
Den 6 januari 2016 begärde TC Energy samtal med den amerikanska federala regeringen och där man ställde krav på att USA skulle kompensera företaget med de investeringar man hade redan gjort och att de hade olovligen brutit mot det nordamerikanska frihandelsavtalet North American Free Trade Agreement (Nafta), parterna kunde dock inte enas om en förlikning. Den 24 juni lämnade TC Energy in officiellt ett Nafta-klagomål mot USA och krävde $15 miljarder i skadestånd (ISDS).
Den 24 januari 2017 signerade USA:s 45:e president Donald Trump en exekutiv order om att inleda återupptagningen av Keystone XL, det är dock fortfarande oklart om TC Energy kommer dra tillbaka sitt skadeståndskrav eller ej. Den 26 januari meddelade TC Energy att man hade lämnat in en presidentstödd ansökan om att få börja bygga Keystone XL på amerikanskt territorium till det amerikanska utrikesdepartementet.
Den 9 juni 2021 övergav TC Energy planerna på att bygga Keystone XL.